# Смертна кара в Сінгапурі

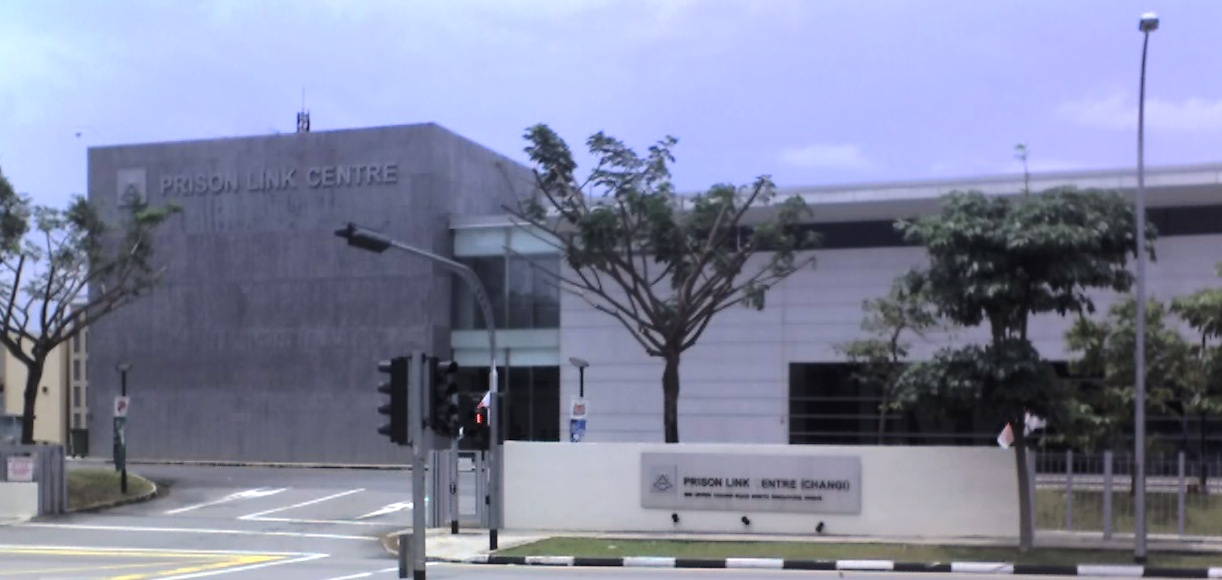
В'язниця Чангі в Сінгапурі, де відбуваються страти

Смертна кара через повішення є узаконеним засобом покарання  в Сінгапурі за понад 30 видів злочинів, зокрема убивство, тероризм та наркоторгівлю. За словами дослідників, «Сінгапур залишається однією з небагатьох країн, яка свідомо зберігає смертну кару, незважаючи на дедалі більший міжнародний консенсус проти її застосування».

## Історія
Смертна кара в Сінгапурі є спадком колоніального періоду і залишилася в законодавстві країни після відділення від Малайзії у 1965 році. З 1973 року смертна кара була розширена до злочинів, пов'язаних із наркотиками, а у 1975 році стала обов'язковим покаранням для деяких із них.
|  | «Смертна кара не лише [стала спадком британської колоніальної адміністрації], а й [була] розширена, щоб забезпечити виживання нової держави, яка [вважалася] “особливо вразливою до загрози наркотиків” через її географічну близькість до Золотого трикутника [Таїланд, М’янма і Лаос, де проблема наркотиків особливо гостра]». |

З 1991 по 2004 рік в Сінгапурі було страчено понад 400 людей. Після дворічної паузи на період пандемії COVID-19 страти відновилися у 2022 році; за доступними даними, 11 людей стратили у 2022 році і 5 людей у 2023 році.
Попри міжнародну критику, за даними урядових опитувань більшість громадян Сінгапуру підтримують смертну кару. Станом на 2023 рік 85 % респондентів висловили підтримку смертній карі за навмисне вбивство, 74.3 % — за злочини, пов'язані з вогнепальною зброєю, і 68.7 % — за наркотогівлю. Підтримка збільшилася порівняно з попереднім опитуванням 2021 року.